# Titularbistum Tigamibena
Tigamibena ist ein  Titularbistum der römisch-katholischen Kirche.
Es geht zurück auf ein früheres Bistum in der römischen Provinz Mauretania Caesariensis im heutigen nördlichen Algerien.
| Titularbischöfe von Tigamibena |                           |                                                |                  |                   |
| Nr.                            | Name                      | Amt                                            | von              | bis               |
| 1                              | Benjamin Ibberson Webster | emeritierter Bischof von Peterborough (Kanada) | 12. März 1968    | 27. November 1970 |
| 2                              | Patrick Kla Juwle         | Apostolischer Vikar von Cape Palmas (Liberia)  | 30. Juli 1972    | 18. August 1973   |
| 3                              | Faustin Ngabu             | Koadjutorbischof von Goma (Zaïre)              | 25. April 1974   | 7. September 1974 |
| 4                              | Edward Frankowski         | Weihbischof in Przemyśl und Sandomierz (Polen) | 16. Februar 1989 |                   |